# Always (Big Bang)
Always è il primo EP del gruppo musicale sudcoreano Big Bang, pubblicato il 16 agosto 2007 dalla YG Entertainment.

## Tracce
1. We are Big Bang (Intro) – 1:37 (Big Bang, Perry)
2. Lies (거짓말?, GeojitmalLR) – 3:49 (G-Dragon)
3. Wrong Number (없는 번호?, Eoptneun BeonhoLR) – 3:38 (Yang Hyun-suk,	Perry, Brave Brother)
4. T.O.P – Act Like Nothing's Wrong (feat. Kim Ji-eun) – 3:56 (T.O.P, Brave Brothers)
5. Oh Ma Baby – 3:51 (G-Dragon)
6. Always – 3:53 (Teddy, G-Dragon)